# Enós (Libro de Mormón)

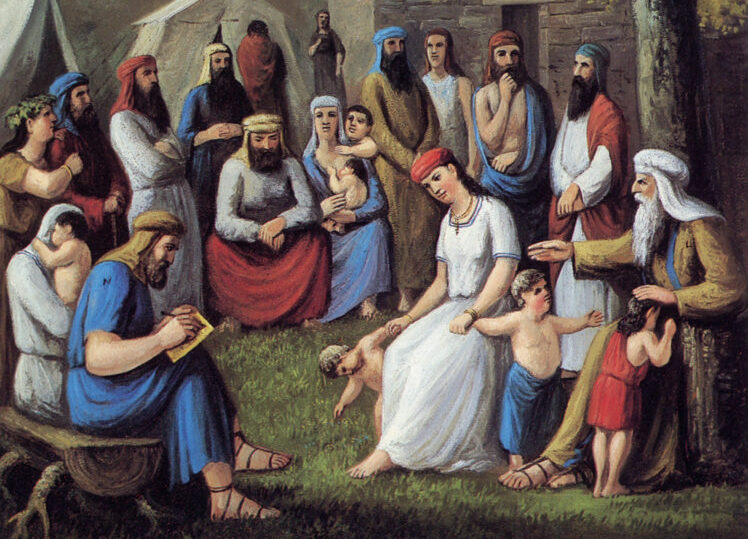
Imagen en el Libro de Mormón

En el Libro de Mormón, Enós era hijo (o nieto) de Jacob y hermano de Nefi, profeta nefita y autor del Libro de Enós.

## Biografía

### Vida inicial
No hay detalles de la vida inicial de Enós excepto que fue enseñado por su padre en disciplina y amonestación del Señor Enós empieza su historia contando la lucha que tuve ante Dios, antes de recibir la remisión de mis pecados. por lo que se asume que fue rebelde antes de aquella época. El presidente Spence W. Kimball dijo:

Como muchos hijos de buenas familias se extravió. Cómo de atroces  fueron sus pecados no lo sé, pero debieron haber sido graves

### Conversión
Enós relata que, mientras cazaba animales salvajes en el bosque, su alma tuvo hambre, por lo tanto, se arrodilló y oró por el perdón. Su oración continuó durante todo el día y la noche, hasta que oyó una voz, diciendo: Enós, tus pecados te son perdonados, y serás bendecido.
Después de haber obtenido perdón personal, Enós continuó orando en nombre de su pueblo, los nefitas, y se le dio a entender que sería bendecido según su diligencia en guardar los mandamientos [de Dios]. Su fe se fortaleció por estas revelaciones, comenzó a orar por "[sus] hermanos, los lamanitas", que se habían apartado de los nefitas y eran sus enemigos. Recibió la promesa de que el registro de los nefitas se conservaría y se daría a luz a los lamanitas en el  en el propio y debido tiempo.

### Ministerio
A raíz de esta conversión de gran alcance, Enós salió a profetizar ante los nefitas. Testificó que los nefitas trataron de diligentemente restaurar a los lamanitas a la verdadera fe en Dios, pero que no tuvieron éxito. Describe a los lamanitas, como salvajes y feroces, y una gente bsanguinaria. Los nefitas, por el contrario, eran trabajadores en la agricultura y la ganadería, pero Enós dejó en claro que eran de dura cerviz y la continua predicación de la Palabra de Dios era necesaria para evitar que se precipitaran rápidamente a la destrucción.
Al final de su registro, Enós testifica su inquebrantable fe en su Redentor.

## Guardián de los registros nefitas
Enós fue tercero en la serie de los guardianes el registro de los nefitas, un conjunto de placas de metal que contienen la historia espiritual y secular de los nefitas. Enós se hizo cargo del expediente por su padre, Jacob, hijo de Lehi y el hermano de Nefi. Tanto Nefi como Jacob había guardado el récord anteriormente, la grabación del Primer Libro de Nefi y del Segundo Libro de Nefi así como el Libro de Jacob, respectivamente. La contribución Enós al registro, el Libro de Enós, consta de un solo capítulo, escrito en primera persona y describe su propia conversión y el ministerio posterior.
Tras la muerte de Enós el registro de los nefitas lo guardó su hijo Jarom.